# Rezerwat przyrody Łęgi Czarnej Strugi
Rezerwat przyrody Łęgi Czarnej Strugi – leśny rezerwat przyrody położony w gminie Nieporęt (województwo mazowieckie), nad rzeką Czarną. Obszar rezerwatu prawie pokrywa się ze specjalnym obszarem ochrony siedlisk programu Natura 2000: „Łęgi Czarnej Strugi” PLH140009.
Został powołany Zarządzeniem Ministra Leśnictwa i Przemysłu Drzewnego z dnia 15 grudnia 1980 roku (M.P. z 1980 r. nr 30, poz. 171) na powierzchni 39,53 ha. Według zarządzenia z 2016 roku powierzchnia rezerwatu wynosi obecnie 38,16 ha.
Celem ochrony jest zachowanie fragmentu naturalnych lasów łęgowych charakterystycznych dla Kotliny Warszawskiej.
Ochroną objęty jest 80-letni drzewostan, na który składają się wiązy szypułkowe, jesiony i olchy. W runie leśnym występują rośliny rzadko spotykane pod Warszawą: wawrzynek wilczełyko i jaskier kosmaty. 
Rezerwat jest ostoją ptaków, dzików, saren i łosi. Na jego terenie spotkać można także trzy rzadkie gatunki zwierząt: bobra europejskiego, kumaka nizinnego i traszkę grzebieniastą.
Obszar rezerwatu podlega ochronie czynnej.
Tuż obok znajduje się rezerwat Puszcza Słupecka.